# Strafverlangen
Als Strafverlangen wird die durch den Willen des Verletzten begehrte Strafverfolgung wegen einer Straftat bezeichnet. Neben der formellen Bezeichnung als Strafantrag wird in § 77e StGB ausdrücklich der Begriff mit den sog. Ermächtigungen verwendet, wobei die Regelungen des Strafantrags entsprechend hierfür gelten. Zudem wird mit Strafverlangen im Strafgesetzbuch das Verlangen ausländischer Behörden nach Strafverfolgung bezeichnet. Es ist Voraussetzung bei allen Straftaten gegen ausländische Staaten. Bis Juni 2020 war zur Strafverfolgung zusätzlich eine Ermächtigung seitens der Bundesregierung erforderlich. (§ 104a).